# Никольская площадь (Уфа)
Никольская площадь — историческая городская площадь в Новой Уфе, возле спуска Трактовой улицы к Ново-Нижегородской слободе города Уфы.
Главная доминанта площади — Никольская часовня, по которой были названы и площадь, и улица — уничтожена в 1925. От площади начинается Ломовой овраг.

## История
Площадь возникла в конце XIX века, после создания Ново-Нижегородской слободы вдоль железной дороги на западной окраине города, и строительством на ней часовни, служившей местом встречи святынь Уфимской губернии — Богородско-Уфимской иконы Божией Матери из Богородско-Уфимского храма села Богородского, Бугабашской иконы Божией Матери из Богородицкого Одигитриевского чувашского монастыря и Берёзовской иконы святителя Николая Чудотворца из Камско-Берёзовского Богородицкого монастыря.
В 1910-х годах в северо-восточном углу площади, на Малой Казанской улице (ныне — улица Свердлова), построено новое здание для Уфимского городского приходского училища при Уфимском учительском институте.
19 января 1925 разобрана Никольская часовня.
На западной части площади в 1952—1953 построено трамвайное кольцо «Улица Пушкина» и диспетчерская.
В 1970-х возведены типовые жилые дома в центральной части площади.

## Ансамбль
Площадь ограничена улицами Пушкина, Аральской и Свердлова. Доминанта площади — Никольская часовня — построена в конце XIX века в стиле эклектики. Из исторической застройки единственно сохранилось здание Уфимского городского приходского училища, построенное в кирпичном стиле.
К западной части примыкает сквер Зои Космодемьянской, устроенный здесь с 1980-х.
От площади спускается булыжная мостовая Трактовой улицы — замощённая камнем центральная часть улицы Урицкого, на участке от сквера имени Зои Космодемьянской до дома № 19 по Трактовой улице — памятник архитектуры XVIII века.